# تواصل اجتماعي

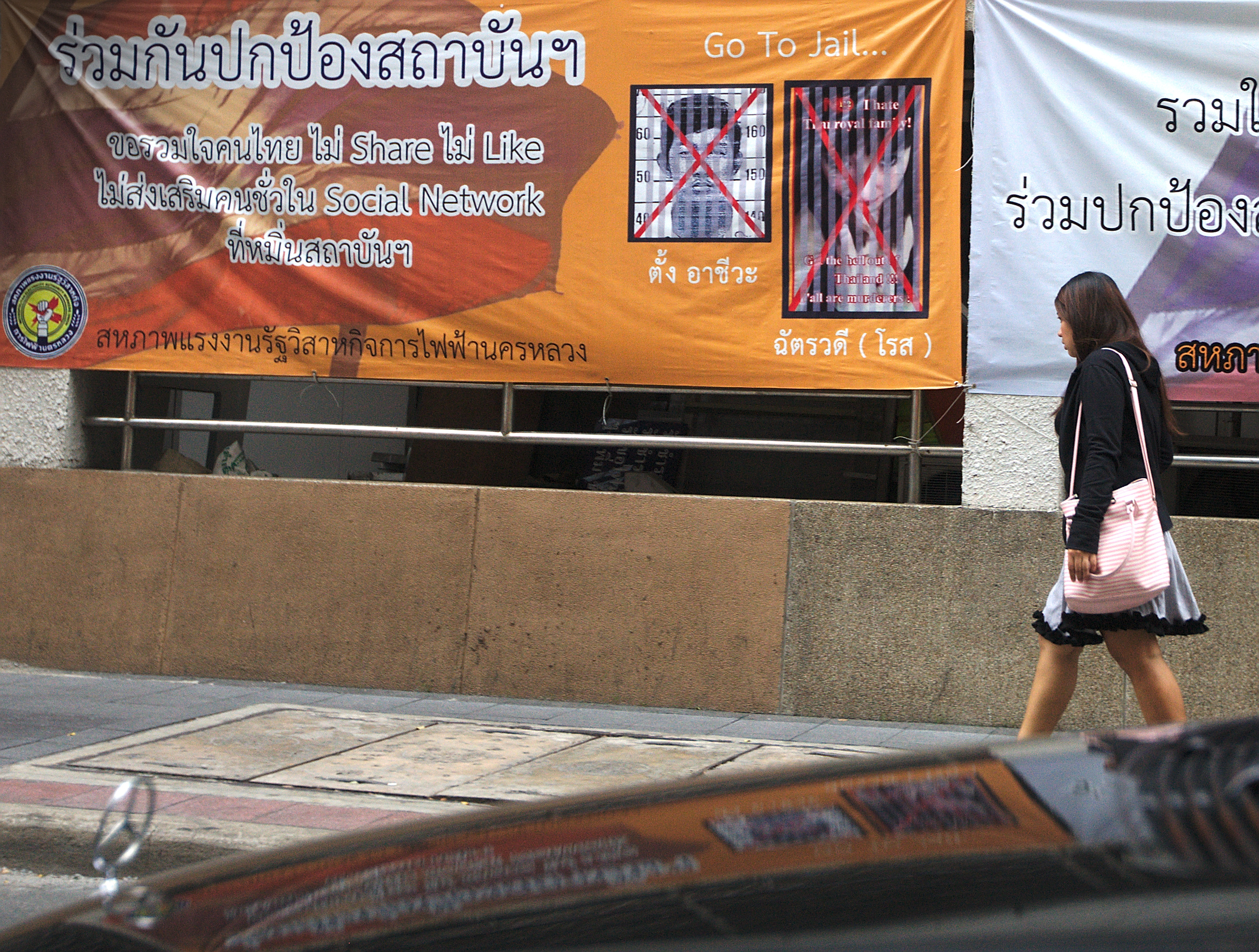
لافتة في تايلاند تهدد باعتقال من يبدي إعجابه بمنشورات سياسية أو ينشرها عبر شبكات التواصل الاجتماعي، عقب انقلاب تايلاند 2014.

التواصل الاجتماعي هو مقياس لكيفية تضافر الناس وتفاعلهم مع بعضهم البعض. يعتمد التواصل الاجتماعي على المستوى الفردي على نوعية وعدد العلاقات التي تربط الفرد بالآخرين في الدائرة الاجتماعية التي تشمل العائلة والأصدقاء والمعارف. وبعيدًا عن مفاهيم المستوى الفردي هذه، فإنه يتضمن علاقات تتخطى الدوائر الاجتماعية للفرد وحتى المجتمعات الأخرى. ويقدم هذا التواصل، الذي يمثل واحدًا من العديد من عوامل التماسك في المجتمع، مزايا لكل من الأفراد والمجتمع.
وفي بعض الأحيان، تستعين عمليات المسح القائمة على السكان بأسئلة نوعية للمساعدة في استيعاب مستوى التواصل الاجتماعي في المجتمعات.

## المكونات
أظهرت ستة مكونات قدرتها على مساعدة الفرد في تحديد نوعية تفاعلاته وتواصله الاجتماعي المحدد نفسيًا مع الآخرين:
1. مدة العلاقة.
2. معدل تكرار التفاعل مع الشخص الآخر.
3. معرفة أهداف الشخص الآخر.
4. الحميمية الجسمانية أو القرب من الشخص الآخر.
5. الكشف عن الذات للشخص الآخر.
6. الدراية بالشبكة الاجتماعية - ما مدى دراية الشخص الآخر بباقي دائرتك الاجتماعية.

وقد تم تطوير مقياس يسمى مقياس المعرفة الشخصية لمساعدة أي شخص في قياس تواصله مع شخص آخر.

## الحواشي
1. ↑  Quigley and Thornley, 2011